# Wolfgang Güldenpfennig
Wolfgang Güldenpfennig (n. 20 decembrie 1951, Magdeburg, RDG) este un canotor ce a reprezentat Germania, medaliat olimpic. A participat la 2 ediții ale Jocurilor Olimpice (1972, 1976) în care a câștigat o medalie de aur și o medalie de bronz.